# Hymn to the Celestial Musician
Hymn to the Celestial Musician is een compositie van Alan Hovhaness uit 1951. De hymne is geschreven voor pianosolo. De piano wordt zowel via het toetsenbord bespeeld als wel door direct met een plectrum de snaren tot trilling te brengen. Het is een afwisseling van de volle pianoklank met de wat benepen klank na aanslag met het plectrum. In de opus-genoot van dit werk gebruikte de componist dezelfde techniek; de werken horen echter niet bij elkaar; ze kunnen los van elkaar gespeeld worden.

## Discografie
- Uitgave Hearts of Space: Sahan Arzruni – piano
- uitgave MGM: William Masselis – piano )opname 1954)